# Andries Both

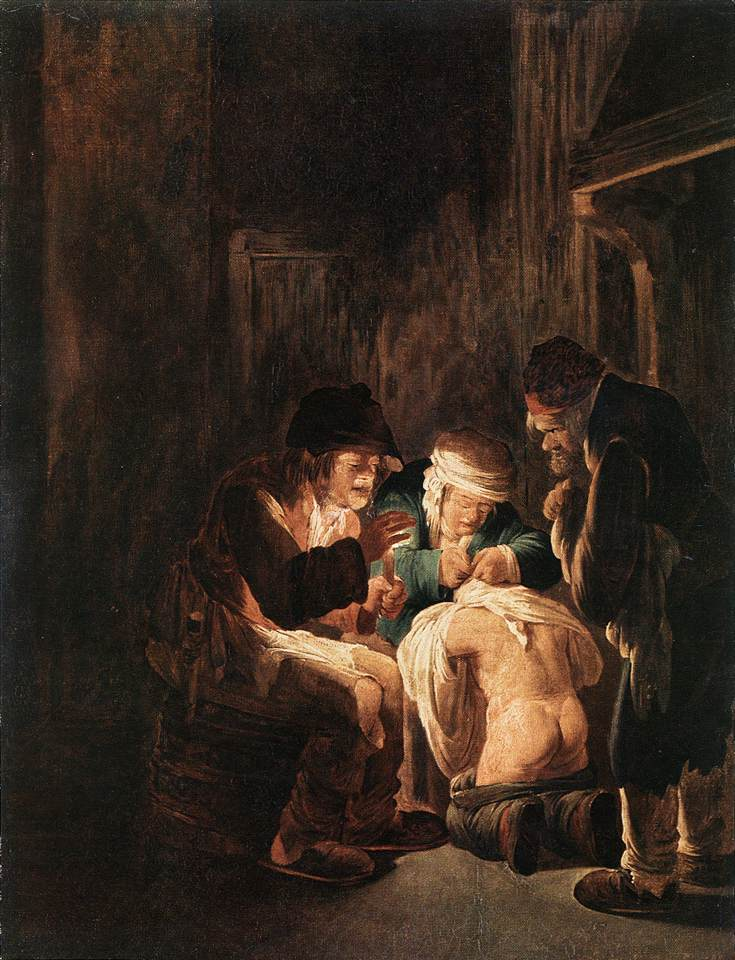

Andries Both, född omkring 1608 och död 23 mars 1642, var en nederländsk konstnär och raderare. Andries Both var bror till konstnären Jan Both.
Both verkade mest i Italien och påverkades i figurmålningen av Pieter van Laer. Hans verk är sällsynta.